# Juliana Velasquez
Juliana Velasquez Tonasse (Río de Janeiro, 19 de octubre de 1986) es una artista marcial mixta brasileña que compite en la división de peso mosca de Bellator MMA, de la que llegó a ser campeona mundial en la categoría. En abril de 2022 ocupaba el tercer puesto en el ranking de mujeres de Bellator y el número 1 en el ranking de peso mosca de mujeres en la misma.

## Primeros años
Su padre la introdujo en el judo cuando sólo tenía cuatro años. La joven carioca entró en la competición de alto nivel 11 años después, consiguiendo algunas medallas en el circuito sudamericano de judo. Tras no conseguir una plaza en el equipo olímpico brasileño de judo, a los 28 años decidió probar suerte en el mundo de las artes marciales mixtas.
En 2013, llamó la atención en Brasil por su papel en una polémica historia sobre una pelea entre ella y el luchador Emerson Falcão, promovida por Shooto Brasil. Tras recibir numerosas críticas de la comunidad de deportes de combate por la promoción de un combate entre un hombre y una mujer, la promoción reveló que el verdadero motivo del evento era concienciar y llamar la atención sobre una campaña sobre la violencia contra las mujeres y que el combate no se iba a celebrar en realidad.

## Carrera en artes marciales mixtas

### Comienzos
En su debut en 2014, ganó su debut amateur por sumisión en el segundo asalto, más tarde ese mismo año, iniciando su carrera profesional con una victoria por decisión en una promoción regional de Río de Janeiro. Ganó sus siguientes 4 peleas, acumulando un récord de 5-0, en el proceso también ganó el Campeonato Vacante de Peso Gallo 1RC y lo defendió una vez. Finalmente, Bellator MMA le ofreció un contrato de varios combates.

### Bellator MMA
Juliana hizo su debut en Bellator contra la china Na Liang en Bellator 189 el 1 de diciembre de 2017. Ganó la pelea a través de una armbar en la segunda ronda. Posteriormente, se enfrentó a Rebecca Ruth en Bellator 197 el 13 de abril de 2018. Ella ganó la pelea vía patada frontal al cuerpo en la tercera ronda.
En su tercera pelea para la promoción, se enfrentó a la colombiana Alejandra Lara en Bellator 212 el 14 de diciembre de 2018. Ganó por decisión dividida.
Juliana se enfrentó a Kristina Williams en Bellator 224 el 12 de julio de 2019, ganando la pelea vía TKO en la segunda ronda. Más adelante, combatió contra Bruna Ellen en Bellator 236 el 21 de diciembre de 2019. Volvió a salir invicta, por decisión unánime.
Campeona del mundo del peso mosca femenino de Bellator
Juliana se enfrentó a la campeona invicta de peso mosca, Ilima-Lei Macfarlane, el 10 de diciembre de 2020 en Bellator 254. Ganó la pelea y el Campeonato Mundial de Peso Mosca Femenino de Bellator por decisión unánime.
Juliana hizo su primera defensa del título contra la neerlandesa Denise Kielholtz el 16 de julio de 2021 en Bellator 262. Ganó el combate por decisión dividida.
Velásquez intentó defender su título contra la estadounidense Liz Carmouche el 22 de abril de 2022 en Bellator 278. Perdió el combate y el título por codos de crucifixión al final del cuarto asalto. Tras el combate, el equipo de la luchadora carioca apeló el resultado alegando un error arbitral cometido por Mike Beltrán, pero la apelación fue denegada por la Comisión Estatal de Boxeo de Hawái.
En una revancha por el título, Velasquez volvió a enfrentarse a Liz Carmouche el 9 de diciembre de 2022 en Bellator 289. Perdió el combate por una sumisión con armbar en el segundo asalto.

## Campeonatos y logros
- Bellator MMA
  - Campeonato de Peso Mosca Femenino de Bellator (una vez)

## Récord en artes marciales mixtas
| Resultado | Récord | Oponente             | Método                      | Evento                         | Fecha                   | Ronda | Tiempo | Localización   |
| --------- | ------ | -------------------- | --------------------------- | ------------------------------ | ----------------------- | ----- | ------ | -------------- |
| Derrota   | 13–4   | Ekaterina Shakalova  | Sumisión (rear-naked choke) | PFL 2                          | 11 de abril de 2025     | 1     | 2:05   | Orlando        |
| Victoria  | 13–3   | Lisa Mauldin         | TKO (puñetazos)             | PFL 4: 2024                    | 13 de junio de 2024     | 2     | 1:30   | Uncasville     |
| Derrota   | 12–3   | Liz Carmouche        | Decisión (unánime)          | PFL 1: 2024                    | 4 de abril de 2024      | 3     | 5:00   | San Antonio    |
| Derrota   | 12–2   | Liz Carmouche        | Sumisión (armbar)           | Bellator 289                   | 9 de diciembre de 2022  | 2     | 4:24   | Uncasville     |
| Derrota   | 12–1   | Liz Carmouche        | TKO (codos)                 | Bellator 278                   | 22 de abril de 2022     | 4     | 4:47   | Honolulu       |
| Victoria  | 12–0   | Denise Kielholtz     | Decisión (split)            | Bellator 262                   | 16 de julio de 2021     | 5     | 5:00   | Uncasville     |
| Victoria  | 11–0   | Ilima-Lei Macfarlane | Decisión (unánime)          | Bellator 254                   | 10 de diciembre de 2020 | 5     | 5:00   | Uncasville     |
| Victoria  | 10–0   | Bruna Ellen          | Decisión (unánime)          | Bellator 236                   | 21 de diciembre de 2019 | 3     | 5:00   | Honolulu       |
| Victoria  | 9–0    | Kristina Williams    | TKO (puñetazos)             | Bellator 224                   | 12 de julio de 2019     | 2     | 4:03   | Thackerville   |
| Victoria  | 8–0    | Alejandra Lara       | Decisión (split)            | Bellator 212                   | 14 de diciembre de 2018 | 3     | 5:00   | Honolulu       |
| Victoria  | 7–0    | Rebecca Ruth         | KO (golpe al cuerpo)        | Bellator 197                   | 13 de abril de 2018     | 3     | 0:19   | St. Charles    |
| Victoria  | 6–0    | Na Liang             | Sumisión (armbar)           | Bellator 189                   | 1 de diciembre de 2017  | 2     | 0:32   | Thackerville   |
| Victoria  | 5–0    | Taynna Taygma        | Decisión (unánime)          | IKombat 1                      | 12 de noviembre de 2016 | 3     | 5:00   | Guarulhos      |
| Victoria  | 4–0    | Elaine Albuquerque   | KO (puñetazos)              | 1° Round Combat 2              | 6 de mayo de 2016       | 1     | 3:55   | Natal          |
| Victoria  | 3–0    | Rosy Duarte          | KO (parada médica)          | 1° Round Combat                | 6 de diciembre de 2015  | 5     | 4:07   | Fortaleza      |
| Victoria  | 2–0    | Talita Bernardo      | Decisión (unánime)          | Face to Face 11                | 24 de abril de 2015     | 3     | 5:00   | Río de Janeiro |
| Victoria  | 1–0    | Priscila de Souza    | Decisión (unánime)          | Team Nogueira MMA Fight Live 4 | 4 de diciembre de 2014  | 3     | 5:00   | Río de Janeiro |